# دولت أباد (لارستان)
دولت أباد (بالفارسية: دولت‌آباد) (بالإنجليزية: Dowlatabad)‏، قرية في قسم درزوسابيان الريفي، الناحية المركزية، مقاطعة لارستان، محافظة فارس، إيران. يبلغ عدد سكانها حسب إحصاء عام 2006 ميلادية 102 نسمة في 21 عائلة.